# Черкаський головпоштамт
Черка́ський головпошта́мт — головна будівля Черкаської дирекції державного підприємства «Укрпошта» у місті Черкаси, головне поштове відділення Черкаської області за поштовим індексом 18000 (з 1991 року, до того був 257000).

## Історія
Перша поштова контора у місті з'явилась 1874 року, телеграфна станція — 1884 року. Вони разом містились у будинку Грінблата на Старочигиринській вулиці (нині бульвар Шевченка). У конторі містились також ощадна та страхова каси, крамниця з продажу канцелярських виробів, конвертів та марок. 1924 року на Черкащині запроваджені кільцеві кіннопоштові маршрути, які діяли двічі на тиждень, у селах з'явились поштові скриньки. Станом на 1954 рік на території новоутвореної області працювало 288 поштових відділень, а до 1967 року їх кількість збільшилась майже до 400. Нова область передбачала нову головну споруду поштамту. 1964 року почалось її будівництво, а відкрито її 1965 року.
Ось так газети 1965 року описували нову будівлю головпоштамту:
|  | Вона вражає простими і лаконічними архітектурними формам. Головний вхід акцентують тонкі залізобетонні колони. Центральний вестибюль, відкриті сходи, ліфт та холи освітлюються через суцільну склоблочну стіну. На першому поверсі розміщені зали пошти, телеграфу, міжміського телефонного зв'язку, посилочний зал. Основні приміщення з великим художнім смаком оздоблені тематичними виставками, майстерно виконаними художниками. |

За історію існування будівля зазнала незначних змін:
- склоблоки замінили на затемнений хайтеківський вітраж
- стрілочний годинник був замінений на електронний, який поєднує в собі також і термометр
- 24 грудня 2013 року до 60-ї річниці Черкащини на фасаді розмістили карту області[2]